# Jeune-France de Cholet
Pour les articles homonymes, voir Jeune France (homonymie).
La Jeune-France de Cholet (JF) est un club sportif multi-activités basé à Cholet (Maine-et-Loire), issu du « patronage Notre-Dame-de-la-Garde de Cholet ». La gymnastique masculine et le football ont longtemps constitué l'essentiel de son activité sportive, toujours associée à la batterie-fanfare.
Le basket-ball qui se développe à la fin des années 1930 puis la gymnastique féminine contribuent à sa renommée. La Jeune-France renonce cependant à poursuivre l'expérience du haut-niveau dans la première spécialité au profit d'une diversification de ses activités plus conforme à la demande sociale.

## Historique
Afin de répondre aux besoins d'encadrement d'un nombre croissant d'enfants et de jeunes livrés à eux-mêmes, les curés des paroisses Saint-Pierre et Notre-Dame entreprennent dès 1854 de développer avec l'aide d'entrepreneurs choletais le patronage paroissial Notre Dame de la Garde de Cholet. Cinquante ans plus tard, la montée de l'anticléricalisme incite ses dirigeants à se conformer à la nouvelle loi de 1901. Le 7 mars 1979, la Jeune-France de Cholet bénéficie de la reconnaissance d'utilité publique (RUP) par décision du Conseil d’État. Après avoir fêté son centenaire du 6 au 8 juin 2003, cette association élabore dès l'année suivante un vaste projet pour ses 2 000 membres et, à la suite des études préalables de faisabilité, s'adjoint en 2008 un centre d'accueil et de formation pour cadres sportifs et bénévoles. Après plus d'un siècle d'existence, la Jeune-France est entrée dans le XXIe siècle en ayant toujours su s'adapter aux circonstances ou aux obligations légales et réglementaires.

### Les débuts: la gymnastique, la musique et le football (1903-1920)

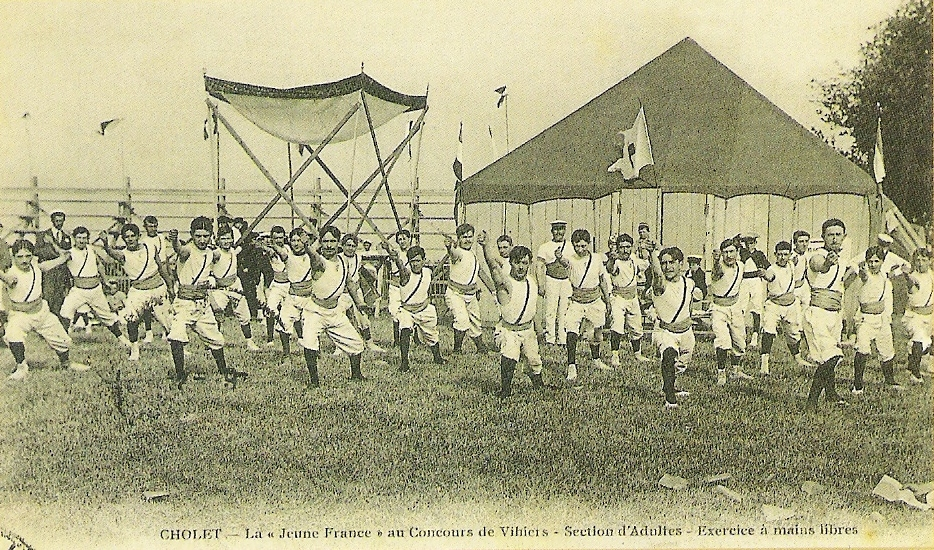
La Jeune-France de Cholet au concours de Vihiers en 1914.

Le 16 juin 1906, les statuts de la société de gymnastique La Jeune-France paraissent au Journal officiel. En fait, cette société fonctionne depuis octobre 1903, fondée par les abbés Alain, Goineau et Mainguy avec un bureau provisoire — présidé par Francis Bouet âgé de 19 ans — qui lui a donné pour but « La formation, l'éducation, le développement, l'épanouissement des jeunes et des adultes, notamment par la pratique des sports, l'organisation des loisirs, l'exercice d'activités de plein air et de vacances, éducatives, culturelles, sociales, professionnelles, économiques, philanthropiques ». Le 17 décembre 1905 le bureau provisoire se réunit pour se constituer officiellement en association selon la loi de 1901 et élit Raymond Pellaumail comme président. Le 1er juillet 1906 la Jeune-France organise un concours à Cholet et participe à celui de Rome à l'appel du pape Pie X où elle se classe 5e. En 1907, M. Duplenne, professeur d’anglais au collège Colbert, propose à la Jeune France la création d'une section de football.
À la suite de la défaite de 1870 beaucoup d'associations constituées dans le cadre des patronages portent des noms aux connotations guerrières : « Sentinelle », « Fraternelle », « Patriotes », « Sans-peur ». Comme à la Jeune-France, leurs premières activités sont la gymnastique, le football, la musique et la préparation militaire. Entre 1905 et 1913, les effectifs passent de 45 à 280 pour retomber à 161 à la fin de la Première Guerre mondiale.

### L'entre deux guerres (1920-1935)

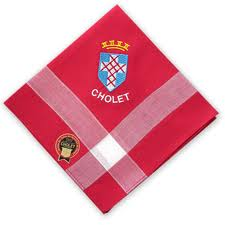
Mouchoir rouge de Cholet porté à la ceinture par les gymnastes de la JF.

Les activités redémarrent néanmoins et en 1922 des travaux sont entrepris rue de l'Abattoir pour loger les nouvelles sections de tennis et de basket-ball. En janvier 1923, lors de sa fête annuelle, la Jeune-France est la première association locale à utiliser le petit mouchoir de Cholet comme article de lien et de reconnaissance de son appartenance à la cité choletaise. En 1925 la Jeune-France organise le concours fédéral de gymnastique de la Fédération gymnastique et sportive des patronages de France (FGSPF). Les activités culturelles connaissent un véritable essor mais la Jeune-France n'étant pas habilitée, elle déclare en préfecture l'« Association Notre-Dame-de-la-Garde » le 25 mars 1926 pour couvrir ces activités.
La gymnastique et la musique participent au concours international de Paris en 1928 puis à celui d’Alger en 1930 et au concours international de Nice en 1932. Entre-temps la salle de théâtre a été transformée pour accueillir le cinéma. En 1934, le conseil d'administration s'ouvre aux représentants des sections car la gymnastique et la musique ne sont déjà plus seules. La section football créée en 1907 est devenue une des plus importantes sections sportives de la Jeune-France au nombre de licenciés. Reconnue comme une excellente formation au football, la Jeune-France est le plus important club du Choletais, en 2015, au nombre de licenciés toutes disciplines confondues.

### La première salle, le basket et le gymnase (1935-1960)

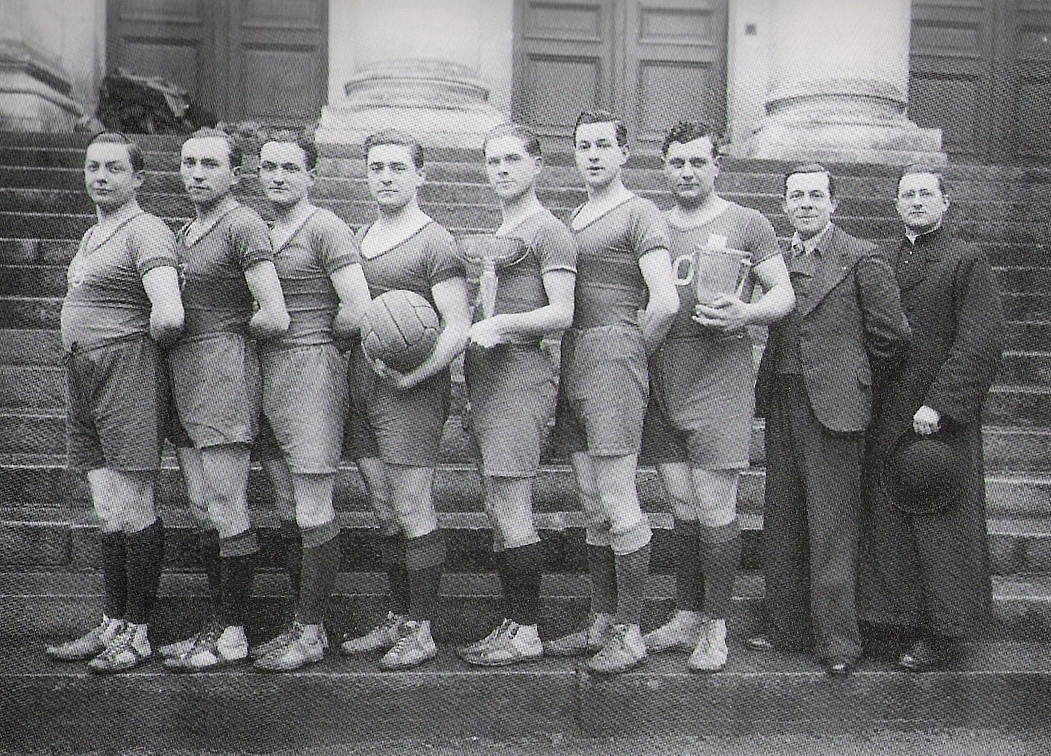
Équipe de basket de la Jeune France de Cholet en 1938.

Écusson historique de la JF.

Le 3 octobre 1934, la construction d'une salle de sport sur un terrain appartenant au patronage est décidée et réalisée, dès 1935, entièrement en béton avec le toit voûté en arc de cercle. Le moniteur se doit alors de terminer ses entraînements par la prière en commun avec les gymnastes. Pendant l'Occupation, les locaux de la Jeune-France et de l'école voisine sont réquisitionnés par l'armée allemande. Les entraînements se déroulent alors dans des entrepôts de la rue Hoche, mis à disposition par un industriel du textile.
En 1943, le directeur envisage de faire pratiquer, sans succès, le hockey sur gazon par les jeunes filles et l'année 1952 marque la première cohabitation avec l'« Envol de Cholet », association féminine de gymnastique du Rayon sportif féminin (RSF), créée en 1950. À partir de 1953, la gymnastique doit partager sa salle avec le basket qui joue dans les cours de la Jeune France depuis 1926. Par mesure de sécurité la fosse garnie de sable qui sert de réception pour les exercices de barre fixe doit être recouverte d'un plancher en dehors des séances de gymnastique et, en 1954, il devient nécessaire de creuser une seconde fosse avec des bordures moins dangereuses.
En décembre 1946, le président Francis Bouet — vice-président de la FSF, membre du comité central depuis le 12 octobre 1926 — est fait chevalier de la Légion d'honneur.
En 1955, le cinquantenaire de l'association fait l'objet de douze jours de festivités.
Depuis 1957, le développement du basket rend la cohabitation si délicate qu'il faut envisager une autre salle pour la gymnastique. Le cinéma paroissial, situé à 50 m de l'association, ayant cessé son activité, il est utilisé à cette fin, avec l'aval de la société immobilière de la paroisse, à condition que les gymnastes démontent eux-mêmes les sièges et déménagent douze tonnes de parquet qui y sont entreposées. La fosse d'orchestre est garnie de copeaux de bois pour y installer la barre fixe. Le sol de cette salle, construite en 1888 pour le théâtre, est en pente et a été utilisé longtemps en l'état. Les tapis d'exercices sont alors en fibre de coco et chaque fois que le temps le permet, les répétitions des mouvements d'ensemble et de la « série spéciale », qui nécessitent un espace plus important, ont lieu à l'aérodrome ou au vélodrome devenu depuis la salle Auguste Grégoire. La technique gymnique se faisant de plus en plus exigeante, il devient vite indispensable de rétablir l'horizontalité du sol. Murets et charpentes sont réalisés par des entreprises mais les gymnastes posent eux-mêmes les 280 m2 de parquet. Le hall d'entrée est transformé en vestiaire puis équipé de lavabos et sanitaires, la plupart des travaux étant effectués par les gymnastes. L'ancienne tribune du cinéma longtemps conservée comme local de rangement est démontée vers 1980 pour faire plus de place aux agrès de gymnastique auxquels se sont ajoutés ceux des féminines.
En 1958, les sections de la Jeune-France participent aux championnats fédéraux masculins et féminins de gymnastique et de musique qui sont organisés simultanément à Paris pour marquer le soixantenaire de la Fédération sportive de France (FSF), future Fédération sportive et culturelle de France (FSCF). Si les industriels du textile contribuent encore à l'équilibre budgétaire, les premières subventions municipales commencent aussi à apparaître. La période qui suit est vite marquée par le désengagement progressif du clergé et des industriels avec une montée en puissance des laïcs et du bénévolat.

### L'évolution des activités et des infrastructures (1960-1980)

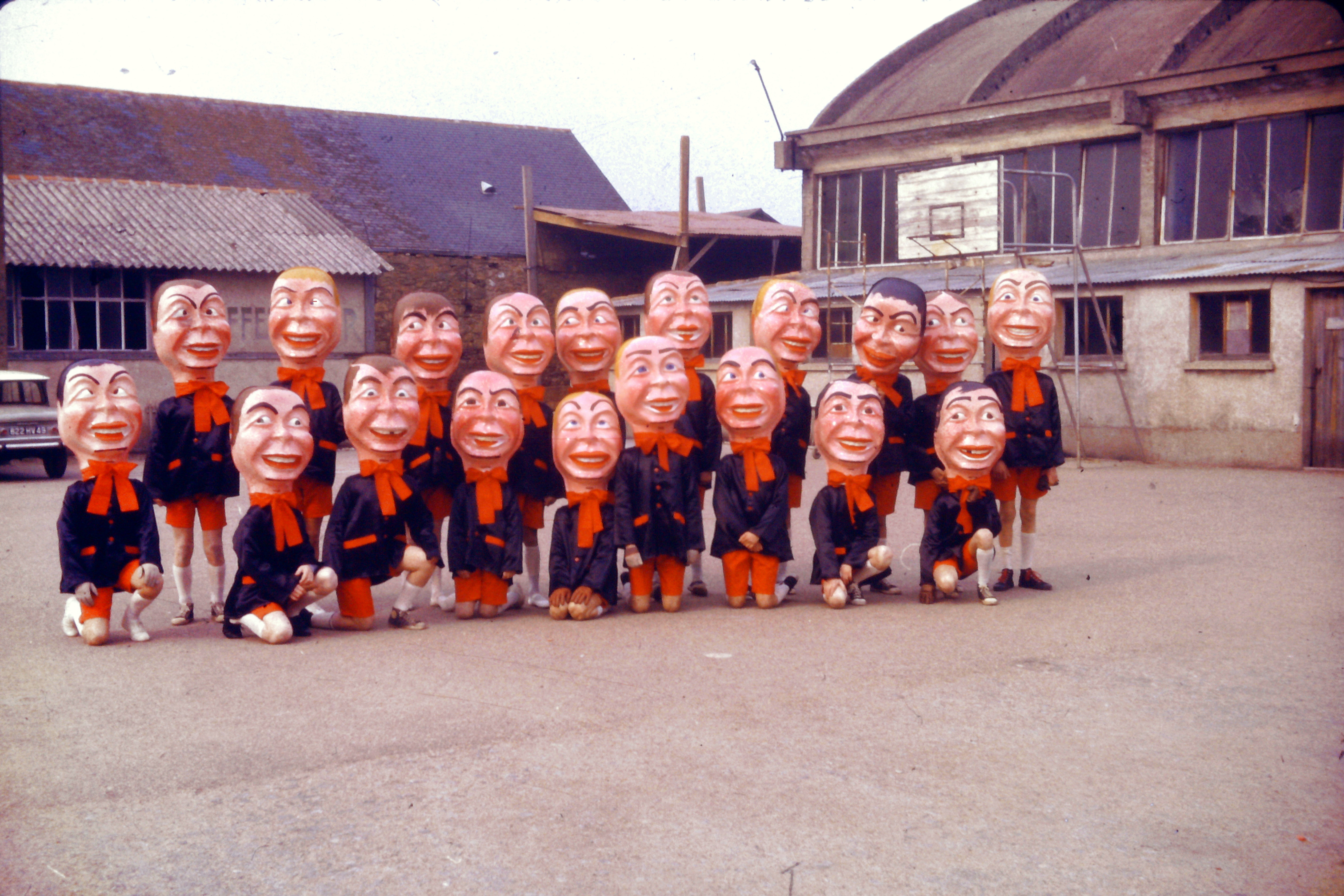
Groupe de grosses têtes l'école est finie, réalisé par la Jeune-France en 1964.

À partir de 1960, les investissements immobiliers reprennent avec l'achat d'un terrain de camping à Saint-Jean-de-Monts puis la création d'un foyer culturel et d'une salle de danse. Le 25 avril 1965 débute la construction d'une nouvelle salle omnisports avec une tribune de 890 places assises, sur le site de la rue Darmaillacq ; outre les équipements sportifs spécifiques (basket-ball, handball, volley-ball, tennis) une scène mobile sur vérins est prévue pour accueillir manifestations et concerts. Cette période voit aussi apparaître des actions de formation à l'encadrement pour les jeunes, les activités de loisirs pour enfants pendant les vacances scolaires et l'embauche des premiers salariés de l'association.
En 1963, la Jeune-France commence à participer à la mi-carême de Choletavec un char intitulé Moulin-Rouge. Cette activité a perduré jusqu'en 1989, « les membres des sections n'étant plus intéressés pour continuer la construction des chars et les filles de la gymnastique étaient plus intéressées par la compétition gymnique ».
En 1972, la Jeune France achète la patinoire qu'elle recède à la ville de Cholet pour le franc symbolique en 1988. Pendant ce temps, la prise en charge des activités sportives par les collectivités territoriales et le désengagement des industriels renforcent les liens avec la municipalité. Des signes de mutation apparaissent aussi : les membres sont de moins en moins acteurs et de plus en plus consommateurs et, avec le sport loisir ou de détente, on découvre une demande de sport sans compétition.
Les filles sont maintenant totalement intégrées à la Jeune-France. Sous la houlette de jeunes cadres techniques particulièrement compétents et dynamiques, elles investissent l'élite fédérale où, en compagnie de « La Relève » d'Angers et des « Gentianes bleues » de Chambéry, elles détrônent les équipes tenantes des titres fédéraux : Montceau-les-Mines, Nuits-Saint-Georges et Argenteuil. Championnes fédérales aînées en 1975, 1976 et 1983, elles fournissent à l'équipe fédérale une partie de ses titulaires : 
- en 1972, Jocelyne Gréau et Marie-Odile Langlois[N 2] sont sélectionnées en équipe fédérale pour la rencontre internationale organisée par la Fédération internationale catholique d'éducation physique et sportive (FICEP) à Bréda (Pays-Bas)[13] ;
- en 1984, Béatrice Albert accède au titre de championne fédérale de la FSCF[L 23].

En 1975, une partie des  basketteurs, en désaccord avec les orientations définies par le comité-directeur, quitte la Jeune-France pour fonder Cholet Basket (CB) nouveau club professionnel de Cholet.

### La diversification (1980-2010)

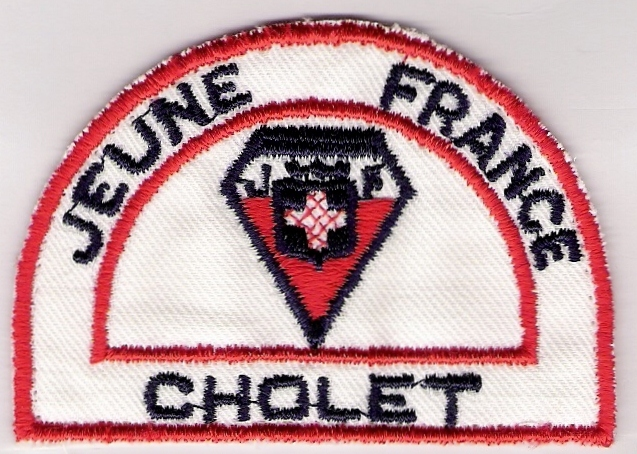
Nouvel écusson de la JF (années 1990).

Ces nouveaux indicateurs exigent d'importantes réorganisations internes ; de nouvelles activités apparaissent auxquelles il faut faire de la place. En 1992, les terrains du camping sont revendus et, en 1996, la Jeune-France achète des locaux industriels mitoyens pour aménager des salles de fitness, danse et musculation. En 2000, l'ancienneté des locaux et les demandes des sportifs exigeant de lourds travaux de mise aux normes de sécurité, elle rachète à l'« Association Notre-Dame » le terrain de la rue Darmaillacq pour céder à la ville les salles de sports sises sur ce terrain.
Tout n'est cependant pas si rose et l'on enregistre des dégâts collatéraux. En 1989, la section de gymnastique masculine doit suspendre son activité, le moniteur ayant quitté Cholet pour raisons professionnelles. Une relance a lieu en 1993 à l'initiative de deux anciens responsables de la section ; cinq autres anciens moniteurs les rejoignent pour remonter un numéro humoristique de boxe française. Cette production est présentée pour les quatre-vingt-dix ans de la Jeune France. En octobre 1995 une commission de sécurité interdit l'usage du gymnase au motif de la vétusté de la charpente qui a plus de cent ans ; cette décision entraîne l'arrêt de l'activité de gymnastique masculine.
Au cours de la première décennie du XXIe siècle, l'association se développe en faisant appel à des éducateurs sportifs professionnels, nécessitant l'harmonisation de l'activité des bénévoles et des salariés avec des programmes de formation et la clarification du rôle du conseil d'administration et des sections. C'est la période d'une nécessaire prise de conscience pour gérer et développer une véritable entreprise associative, dans le respect de l'objet statutaire d'origine et avec des moyens humains de statuts différents.
Depuis 1982, la Jeune France organise chaque année un tournoi de basketball, Cholet Mondial Basket-ball, réunissant des équipes cadets du monde entier.

### Le centre d'accueil et de formation
Créé par la Jeune-France et ouvert en avril 2008, le centre d'accueil et de formation s'inscrit dans une nouvelle dynamique de développement et de diversification de l'association. Il regroupe l'hébergement, la restauration, la mise à disposition de salles et d'infrastructures sportives. D'une surface de 2 000 m2 avec quatre salles de formation, une salle polyvalente, un espace restauration et une structure d'hébergement de 46 lits, il a pour vocation d'organiser et d'accueillir des stages de formations destinés à des encadrants sportifs ou des bénévoles en partenariat avec des organismes de formation ou des fédérations sportives.

### Les dirigeants

#### Les présidents
| #  | Nom                | Période     |
| -- | ------------------ | ----------- |
| 1  | Francis Bouet      | 1903-1905   |
| 2  | Raymond Pellaumail | 1905-1926   |
| 3  | Anatole Richard    | 1928-1934   |
| 4  | Francis Bouet      | 1934-1960   |
| 5  | Xavier Richard     | 1961-1965   |
| 6  | Roger Couraud      | 1965-1975   |
| 7  | Robert Bérard      | 1975-1979   |
| 8  | Pierre Garreau     | 1979-1980   |
| 9  | Eugène Rongère     | 1980-1988   |
| 10 | Suzanne Lentier    | 1988-1989   |
| 11 | Charles Cailleau   | 1990-1995   |
| 12 | Daniel Le Charlès  | 1995-2002   |
| 13 | Jean Marc Billaud  | 2002-2010   |
| 14 | Michel Bastat      | 2010-2017   |
| 15 | Jean-Luc Chauvigné | depuis 2017 |

#### Les directeurs/directrices
Jusqu'au milieu des années 1960, la direction de l'association est assumée par un abbé désigné par la paroisse. Ensuite, le désengagement progressif du clergé et l'accroissement important des activités nécessite l'embauche de directeurs laïcs salariés. L'abbé Marcel Mary après avoir été directeur de 1961 à 1966 reste présent en qualité d'aumônier jusqu'en 1977.
| #  | Nom                             | Période     |
| -- | ------------------------------- | ----------- |
| 1  | Abbé Alain                      | 1903-1910   |
| 2  | Abbé Beaumond                   | 1910-1923   |
| 3  | Abbé Seng                       | 1923-1928   |
| 4  | Abbé Plotin                     | 1928-1934   |
| 5  | Abbé Chupin                     | 1934-1937   |
| 6  | Abbé Audureau                   | 1937-1943   |
| 7  | Abbé René Mahé                  | 1943-1951   |
| 8  | Abbé Alexandre Perraud          | 1951-1957   |
| 9  | Abbé Gustave Ernault de Moulins | 1957-1961   |
| 10 | Abbé Raymond Massaloux          | 1961-1961   |
| 11 | Abbé Marcel Mary                | 1961-1966   |
| 12 | Léon Ligneau                    | 1966-1993   |
| 13 | Christian Fillaudeau            | 1994-2015   |
| 14 | Françoise Cholet                | 2016-2023   |
| 15 | Virginie Lemarchand             | 2023        |
| 16 | David Decoux                    | depuis 2024 |